# Blue's Moods
Blue's Moods è un album di Blue Mitchell, pubblicato dalla Riverside Records nel 1960. Il disco fu registrato nelle date indicate nella lista tracce.

## Tracce
Lato A
1. I'll Close My Eyes – 5:55 (Buddy Kaye, Billy Reid) – Registrato il 25 agosto 1960 a New York City, New York
2. Avars – 4:03 (Rocky Boyd) – Registrato il 25 agosto 1960 a New York City, New York
3. Scrapple from the Apple – 3:57 (Charlie Parker) – Registrato il 25 agosto 1960 a New York City, New York
4. Kinda Vague – 6:15 (Blue Mitchell, Wynton Kelly) – Registrato il 25 agosto 1960 a New York City, New York

Lato B
1. Sir John – 6:00 (Blue Mitchell) – Registrato il 24 agosto 1960 a New York City, New York
2. When I Fall in Love – 5:38 (Edward Heyman, Victor Young) – Registrato il 24 agosto 1960 a New York City, New York
3. Sweet Pumpkin – 4:14 (Ronnell Bright) – Registrato il 25 agosto 1960 a New York City, New York
4. I Wish I Knew – 4:23 (Harry Warren, Mack Gordon) – Registrato il 24 agosto 1960 a New York City, New York

## Musicisti
- Blue Mitchell - tromba
- Wynton Kelly - pianoforte
- Sam Jones - contrabbasso
- Roy Brooks - batteria